# Clarias
Clarias är ett släkte av fiskar. Clarias ingår i familjen Clariidae.

## Dottertaxa tillClarias, i alfabetisk ordning[1]
- Clarias abbreviatus
- Clarias agboyiensis
- Clarias albopunctatus
- Clarias alluaudi
- Clarias anfractus
- Clarias angolensis
- Clarias anguillaris
- Clarias batrachus
- Clarias batu
- Clarias brachysoma
- Clarias buettikoferi
- Clarias buthupogon
- Clarias camerunensis
- Clarias cataractus
- Clarias cavernicola
- Clarias dayi
- Clarias dhonti
- Clarias dumerilii
- Clarias dussumieri
- Clarias ebriensis
- Clarias engelseni
- Clarias fuscus
- Clarias gabonensis
- Clarias gariepinus
- Clarias gracilentus
- Clarias hilli
- Clarias insolitus
- Clarias intermedius
- Clarias jaensis
- Clarias kapuasensis
- Clarias laeviceps
- Clarias lamottei
- Clarias leiacanthus
- Clarias liocephalus
- Clarias longior
- Clarias maclareni
- Clarias macrocephalus
- Clarias macromystax
- Clarias magur
- Clarias meladerma
- Clarias microspilus
- Clarias microstomus
- Clarias nebulosus
- Clarias ngamensis
- Clarias nieuhofii
- Clarias nigricans
- Clarias nigromarmoratus
- Clarias olivaceus
- Clarias pachynema
- Clarias planiceps
- Clarias platycephalus
- Clarias pseudoleiacanthus
- Clarias pseudonieuhofii
- Clarias salae
- Clarias stappersii
- Clarias submarginatus
- Clarias sulcatus
- Clarias teijsmanni
- Clarias theodorae
- Clarias werneri